# Küldetés (album)
A Küldetés album az Ossian zenekar 2008-ban megjelent tizenhatodik stúdióalbuma. Az Asszony feketében című dalhoz készült videóklip.

## Dalok
1. Ébredés (intro)
2. A száműzött visszatér (Paksi, Erdélyi, Wéber, Rubcsics – Paksi)
3. A véletlen (Paksi, Rubcsics – Paksi)
4. Új aranykor (Paksi, Wéber, Rubcsics – Paksi)
5. Asszony feketében (Paksi, Wéber – Paksi)
6. Mondd ki! (Paksi, Rubcsics – Paksi)
7. A kőszikla (Paksi, Wéber – Paksi)
8. Az ördögök mennyországa (Paksi, Rubcsics – Paksi)
9. Az életvonal (Paksi, Rubcsics R. – Paksi)
10. A küldetés (Paksi, Wéber – Paksi)
11. A nagybetűs szavak (Paksi, Wéber – Paksi)
12. Jó időben, jó helyen (Paksi, Wéber – Paksi)
13. Útközben (Paksi, Rubcsics – Paksi)

## Zenekar
- Paksi Endre – ének
- Rubcsics Richárd – gitár
- Wéber Attila – gitár
- Erdélyi Krisztián – basszusgitár
- Hornyák Péter – dobok

## Közreműködők
- Küronya Miklós – billentyűs hangszerek, fretless basszusgitár
- Nachladal István, Répássy "Rocklexikon" Gábor, Duna Róbert – vokál, kórus

## Külső hivatkozások
- Az Ossian együttes hivatalos honlapja